# Helmut Henzler
Pour les articles homonymes, voir Henzler.
Helmut Henzler, né le 26 septembre 1950 à Frickenhausen, est un pilote automobile allemand sur circuits pour voitures de tourisme, monoplaces, et voitures de grand tourisme, vivant à Nürtingen.  

## Biographie
Helmut Henzler apparaît fréquemment dans des épreuves du Deutsche Automobil Rundstrecken Meisterschaft (DARM) sur Porsche 911 S et T en 1970 et 1971 (victoire cette année-là à Faßberg), puis il effectue des saisons régulières en Championnat d'Europe des voitures de Grand Tourisme (Euro GT) en 1973 (6e au championnat), en Championnat d'Europe des voitures de Tourisme (ETCC) en 1977, en championnat d'Europe de Formule 3, en 1979 en championnat d'Europe de Formule 2 en 1980, et en Deutsche Rennsport Meisterschaft (DRM) en 1981.
En 1980, à 30 ans, il manque de devenir pilote de Formule 1 pour Arrows (sur la A3), mais les négociations n'aboutissent pas.
Il dispute encore en 1981 les 24 Heures du Mans sur BMW M1/GS, avec Jean-Pierre Jarier et Hans-Joachim Stuck pour GS-Tuning (de).
Bon skieur — notamment en slalom géant —, il est également devenu cycliste et golfeur après avoir abandonné définitivement les sports mécaniques, à la suite du décès de Manfred Winkelhock. 
Désormais restaurateur, gérant d'un foyer pour personnes âgées et gestionnaire de biens locatifs, il est aussi l'oncle du coureur Wolf Henzler.

## Palmarès

### Titres
- Champion d'Europe de Formule Super Vee en 1978, sur March 783 (7 victoires);
- Champion d'Allemagne de Formule Super Vee en 1978, sur March 783;
- Trophée RennSport du DRM (Groupes 2 et 4): 1981, sur BMW M1 du BASF Cassetten/Team GS Sport[3] (avec une victoire absolue à Wunstorf).

### Records du monde
- Il a établi six records du monde sur Volkswagen Diesel Turbo de classe 8 avec le finlandais Keke Rosberg, en Catégorie A3 Groupe 3, le 18 octobre 1980 (entre 1  et   500 kilomètres)[4].